# Пуеблито дел Кармен (Порторико)
Пуеблито дел Кармен (шп. Pueblito del Carmen) град је у америчкој острвској територији Порторико, острвској држави Кариба.

## Демографија
По попису из 2010. године број становника је 572.
| Група             | 2000.    | 2010.       |
| Белци             | 0 (0,0%) | 1 (0,2%)    |
| Афроамериканци    | 0 (0,0%) | 31 (5,4%)   |
| Азијати           | 0 (0,0%) | 0 (0,0%)    |
| Хиспаноамериканци | 0 (0,0%) | 571 (99,8%) |
| Укупно            | 0        | 572         |